# Dear Agony
Dear Agony è il quarto album in studio della band statunitense Breaking Benjamin, pubblicato il 29 settembre 2009 dalla Hollywood Records.
L'album ha esordito al quarto posto nella classifica Billboard con 138 000 copie. È stato successivamente certificato disco di platino e ad oggi ha venduto circa 700 000 copie negli Stati Uniti (con 47 settimane di permanenza in classifica), risultando uno degli album di genere rock più venduti dell'anno. Tre i singoli estratti: I Will Not Bow, che ha raggiunto la numero 1 sia nella Hot Mainstream Rock Tracks che nella Rock Songs, Give Me a Sign e Lights Out.

## Tracce
1. Fade Away – 3:16
2. I Will Not Bow – 3:36
3. Crawl – 3:58
4. Give Me a Sign – 4:17
5. Hopeless – 3:20
6. What Lies Beneath – 3:34
7. Anthem of the Angels – 4:02
8. Lights Out – 3:33
9. Dear Agony – 4:18
10. Into the Nothing – 3:43
11. Without You – 4:17

## Formazione
- Ben Burnley - voce, chitarra
- Aaron Fink - chitarra
- Mark James Klepaski - basso
- Chad Szeliga - batteria